# Kirche Puschdorf
Die Kirche Puschdorf (russisch Кирха Пушдорфа Kircha Puschdorfa) war ein schlichter Feldsteinbau ohne Turm aus der Mitte des 18. Jahrhunderts und bis 1945 evangelisches Gotteshaus für die Bewohner im Kirchspiel des heute Puschkarjowo genannten Ortes im ehemaligen Ostpreußen. Heute sind von dem Gebäude nur noch Restmauern zu sehen.

## Geographische Lage
Das heutige Puschkarjowo gehört zur Swobodnenskoje selskoje posselenije (Landgemeinde Swoboda (Jänischken, 1938–1946 Jänichen)) im Rajon Tschernjachowsk (Kreis Insterburg) in der russischen Oblast Kaliningrad (Gebiet Königsberg (Preußen)) und liegt drei Kilometer südöstlich von Talpaki (Taplacken), 28 Kilometer westlich der Stadt Tschernjachowsk (Insterburg). Der Ort ist über eine Nebenstraße zu erreichen, die von der Fernstraße A 229 (ehemalige deutsche Reichsstraße 1, heute auch Europastraße 28) in südöstliche Richtung abzweigt. Puschkarjowo ist außerdem Bahnstation an der Bahnstrecke Kaliningrad–Nesterow (Königsberg–Stallupönen/Ebenrode) – einem Teilstück der einstigen Preußischen Ostbahn – zur Weiterfahrt nach Litauen und in das russische Kernland.
Der Standort der Kirche Puschdorf ist mitten im Ort zu finden.

## Kirchengebäude
Bereits in vorreformatorischer Zeit war das damalige Puschdorf ein Kirchort, in dem 1486 eine Pfarrkirche erwähnt wurde. Sie war „von starkem Bauwerk, geschützt durch Strebepfeiler, mit hohem schlanken Turm“. Es handelte sich um eine mit Stablacken (heute russisch: Uschakowo) gemeinsame Kirche, um deren Errichtung sich eine Sage spannte: Ursprünglich sollte die Kirche zwischen Puschdorf und Stablacken stehen. Die Steine für den ersten Bauabschnitt waren jedoch über Nacht verschwunden – himmlische Wesen schienen sie in das Tal des Mühlgrabens nach Puschdorf gebracht zu haben. Die Bauern brachten die Steine an den alten Platz zurück, doch am nächsten Tag lagen sie wieder in Puschdorf. Man erkannte darin eine höhere Fügung und wählte Puschdorf als Standort der Kirche.
In den Jahren 1638/39 wurden ein Altar und eine Kanzel angefertigt, im Jahre 1640 Seitenemporen eingebaut. Zu Beginn des 18. Jahrhunderts wurde das Gebäude baufällig.
Es war Fürst Leopold von Anhalt-Dessau, der einen Kirchenneubau veranlasste. Dieser wurde am 19. November 1769 eingeweiht. Es handelte sich um einen schlichten Bau aus Feldsteinen. An Stelle eines Turmes wurde ein Glockenstuhl aus Fachwerk errichtet, in dem zwei Glocken untergebracht waren. Die später aufgebrachte Wetterfahne trug das Wappen der Altstadt von Königsberg (Preußen) mit der Jahreszahl 1794.
Altar und Kanzel stammten aus der vorherigen Kirche und wurden 1770 zu einem Kanzelaltar vereinigt, im gleichen Jahre wurde auch ein Fürstenstuhl eingebracht. Auffallend war, dass an der Kirche ein Halseisen befestigt war, das sogar noch 1820 benutzt worden sein soll. Anstelle einer Orgel aus der Altstädtischen Kirche in Königsberg wurde 1836 eine gebrauchte Orgel von der reformierten Kirche in Memel (heute litauisch: Klaipėda) erworben.
Im Zweiten Weltkrieg wurden in Puschdorf sieben Häuser zerstört, aber die Schule und eben auch die Kirche blieben erhalten, wenn auch von Sowjettruppen ausgeplündert. In ihrer Substanz war das Kirchengebäude nahezu unversehrt. Ab 1947 jedoch diente es als Lagerhalle der Roten Armee, die den nördlichen Teil Ostpreußens in Besitz genommen hatte. Die Ausstattung der Kirche ging verloren. Die Kanzeltür diente als Steg über den Mühlengraben, Gestühl und Bänke waren herausgebrochen und verschleppt worden. Es standen noch die Kirchenmauern. Nach Abzug der Soldaten im Jahre 1995 nutzten die Dorfbewohner das Gebäude als Reservoir für Baumaterial. Und so zeigt sich die Kirchenruine heute in einem sehr desolaten Erscheinungsbild. Restaurierungsmaßnahmen sind nicht erkennbar.

## Kirchengemeinde
Puschdorf war bereits vor Einführung der Reformation ein Kirchdorf. Ab Mitte des 16. Jahrhunderts sind die lutherischen Prediger, die bis 1945 an der Kirche Dienst taten, bekannt. AnFangs gehörte Puschdorf noch zur Inspektion Wehlau (heute russisch: Snamensk), dann aber bis zum Ende des Zweiten Weltkrieges zum Kirchenkreis Insterburg in der Kirchenprovinz Ostpreußen der Kirche der Altpreußischen Union. Das Kirchspiel war von überschaubarer Größe, es zählte 1925 2054 Gemeindeglieder.
Flucht und Vertreibung der einheimischen Bevölkerung sowie die nachfolgende restriktive Religionspolitik der Sowjetunion machten dem kirchlichen Leben in Puschdorf ein Ende. 
In der Oblast Kaliningrad entstanden dann in den 1990er Jahren neue evangelisch-lutherische Gemeinden, von denen die in Talpaki (Taplacken) Puschkarjowo am nächsten liegt. Sie ist eine Filialgemeinde der Auferstehungskirche in Kaliningrad (Königsberg) innerhalb der Propstei Kaliningrad der Evangelisch-lutherischen Kirche Europäisches Russland.

### Kirchspielorte
Zum Puschdorfer Kirchspiel gehörten vor 1945 neben dem Pfarrort noch 14 Ortschaften:
| Name              | Namensänderung (bis 1946) | Russischer Name |  | Name          | Namensänderung (bis 1946) | Russischer Name |
| ----------------- | ------------------------- | --------------- |  | ------------- | ------------------------- | --------------- |
| *Albrechtsthal    |                           | Kijewskoje      |  | Kuhfließ      |                           |                 |
| Almenhausen       |                           | Uralskoje       |  | *Moritzlauken | ab 1938: Moritzfelde      | Bratskoje       |
| Damerau           | ab 1928: Eichental        |                 |  | Pfeifershöhe  | ab 1938: Pfeiffershöhe    | Poljanino       |
| Frohnertswalde    |                           |                 |  | *Piaten       |                           | Meschduretschje |
| *Groß Eschenbruch |                           | Swetajewka      |  | Rahnkalwen    | ab 1938: Buchwald         |                 |
| Klein Eschenbruch |                           |                 |  | Ranglacken    | ab 1928: Eichental        |                 |
| *Klein Jägersdorf | ab 1928: Jägertal         | Kijewskoje      |  | *Stablacken   | ab 1928: Pregelau         | Uschakowo       |

(* = Schulorte)
Außer Puschkarjowo (Puschdorf) und Uschakowo (Stablacken) existieren alle übrigen Orte heute nicht mehr.

### Pfarrer
An der Puschdorfer Pfarrkirche amtierten bis 1945 33 lutherische Geistliche:
| - Laurentius Kleye, um 1550 - Johann Treptau - Thomas Falckenhan, vor 1600 - Martin N. - Valentin Biber, 1584–1602 (?) - Daniel Henning, ab 1602 - Fabian Radewalt, bis 1607 - Daniel Kahl - Johann Schnitzenbäumer, bis 1626 - Balthasar Neander, 1626–1661 - Christoph Kalau, 1661–1776 - Martin Kalb (Calbiuas), 1676–1704 - Johann Daniel Valentini, 1704–1708 - Daniel Reinhold Engelien, 1708–1711 - Gottfried Albrecht, 1711–1734 - Carl Gottsched, 1736–1749 - Johann Christoph Wessel, 1750–1758 | - Theodor Fr. Trentovius, 1758–1761 - Heinrich Ephraim Trentovius, 1762–1771 - Ludwig Wilhelm Pauli, 1771–1786 - Ernst Christian Anders, 1786–1789 - Christoph Andreas Sachs, 1790–1796 - Samuel Gottlieb Kempfer, 1797–1798 - Iräneus M. R. Suche, 1798–1819 - Johann Christian Hirsch, 1820–1827 - Carl Ludwig Tobien, ab 1828 - Friedrich Gustav Dewitz, 1857–1863 - Johann Eduard Siebert, 1863–1867 - Johann Karl H. Köhler, 1867–1897 - Franz Emil Schmidt, 1897 - Johann Friedrich C. Siebert, 1897–1903 - Waldemar Ammon, 1903–1927 - Paul Just, 1927–1945 |

## Verweise